# عفونت کرمی
عفونت کرمی (به انگلیسی: Helminthiasis) هر بیماری درشت‌انگلی در انسان و حیوانات دیگر است که در آن بخشی از بدن به کرم‌های انگلی آلوده می‌شود. گونه‌های بی شماری از این انگل‌ها وجود دارد، که به‌طور کلی به کرم‌های نواری، لوله‌ای و کپلک‌ها طبقه‌بندی می‌شوند. آن‌ها غالباً در دستگاه گوارش میزبان خود زندگی می‌کنند، اما ممکن است به اندام‌های دیگر نیز وارد شوند و به آنها نیز آسیب فیزیولوژیکی وارد کند.
تب حلزون و عفونت کرمی منتقل‌شده از خاک از عفونت‌های کرمی مهم و از بیماری‌های گرمسیری مغفول هستند. عفونت‌های کرمی منتقل‌شده از خاک مسئول عفونت‌های انگلی در تقریباً یک چهارم از جمعیت بشر در سراسر جهان است. آسکاریازیس یک نمونه شناخته شده ازین نوع عفونت‌هاست.
به نظر می‌رسد عفونت‌های کرمی در نتیجه تولد ضعیف، رشد شناختی ضعیف، عملکرد ضعیف در مدرسه و کار، رشد اقتصادی ضعیف و فقر باشد. بیماری‌های مزمن، سو تغذیه و کم‌خونی نمونه‌های دیگری از اثرات ثانویه هستند.

## علائم و نشانه‌ها

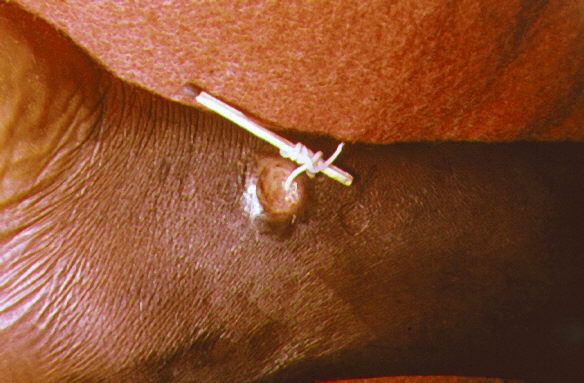
درآوردن یک کرم گینه از پای انسان با استفاده از چوب کبریت

علائم و نشانه‌های عفونت‌های کرمی به عوامل مختلفی بستگی دارد از جمله: محل آلودگی در بدن، نوع کرم درگیر، تعداد کرم‌ها و حجم آنها، نوع آسیب کرم‌های آلوده و پاسخ ایمنی بدن. در جایی که بار انگل‌ها در بدن سبک باشد، ممکن است علائمی وجود نداشته باشد.
برخی کرم‌ها ممکن است دارای علائم خاصی باشند. به عنوان مثال، عفونت کرم کدو می‌تواند منجر به تشنج ناشی از نوروکیستیسرکوز شود.
در موارد شدید آلودگی روده، ممکن است جرم و حجم کرم‌ها باعث پارگی لایه‌های بیرونی دیواره روده مانند لایه ماهیچه ای شود. این ممکن است به التهاب صفاق، ولولوس و قانقاریای روده منجر شود.

### اثرات ثانویه
بیماری‌های مزمن، تغییرات ایمنی، سو تغذیه، کم‌خونی و تغییرات شناختی نمونه‌های دیگری از اثرات ثانویه عفونت‌های انگلی هستند.

## تشخیص
عفونت کرمی را می‌توان از طریق معاینه میکروسکوپی تخم‌های آنان که در نمونه‌های مدفوع یافت می‌شوند شناسایی کرد. تعداد تخم‌ها در واحد «تخم در هر گرم» اندازه‌گیری می‌شود. با این حال، این روش عفونت‌های مختلط را تعیین نمی‌کند، و در عمل برای تعیین کمیت تخم‌های کپلک‌های خون و کرم انگلی منتقل‌شده از خاک نامناسب است. آزمایش‌های پیشرفته مانند سنجش‌های سرولوژیکی، آزمایش‌های آنتی‌ژن و تشخیص مولکولی نیز موجود است؛ هرچند آن‌ها زمان‌بر و گران هستند و همیشه قابل اعتماد نیستند.

## درمان

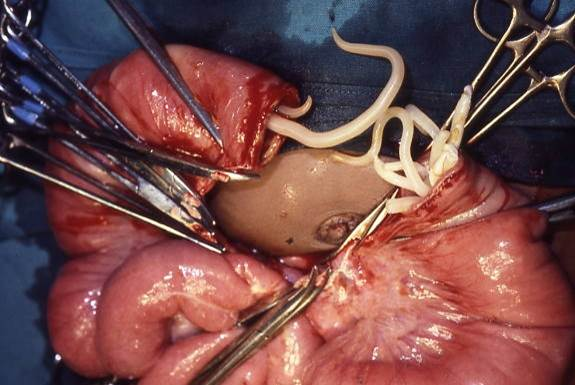
نمونه ای از آسکاریازیس (عفونت آسکاریس)؛ عمل جراحی دشوار در آفریقای جنوبی بر روی یک قطعه رودهٔ غده ای که باید بریده شود. کرمهای آسکاریس زنده در حال بیرون آمدن هستند.

### داروها
بنزایمیدازول‌های طیف گسترده مانند آلبندازول و مبندازول اولین خط درمان عفونت کرم‌های نواری و حلقوی هستند. لاکتون‌های درشت حلقه مانند آیورمکتین در برابر مراحل بالغ و لاروهای مهاجر کرم‌های لوله‌ای مؤثر هستند. پرازیکوانتل نیز داروی مورد نظر برای تب حلزون، عفونت کرم کدو و بیشتر انواع کپلک‌های ناشی از مواد غذایی است. همچنین اگزامنیکوین نیز به‌طور گسترده‌ای در برنامه‌های شیمی‌درمانی پیشگیرانه استفاده می‌شود. آرتمیسینین و مشتقات آن به عنوان داروی نامزد برای درمان کپلک‌ها استفاده می‌شوند.

### شیمی‌درمانی پیشگیرانه
در مناطقی که عفونت‌های کرمی شایع است ممکن است شیمی‌درمانی پیشگیرانه به‌خصوص در بین کودکان در سن مدرسه، که یک گروه پرخطر هستند، انجام شود. این امر شامل ارائه دارو به همه افراد به جای آزمایش تک به تک افراد برای یافتن افراد آلوده و درمان آن‌ها است. عوارض جانبی جدی در هنگام مصرف دارو برای افراد فاقد کرم گزارش نشده‌است.

### عمل جراحی
اگر عفونت کرمی عوارضی همانند انسداد روده را در پی داشته باشد؛ ممکن است عمل جراحی اورژانسی نیاز شود. بیمارانی که نیاز به عمل جراحی غیر اورژانسی دارند، به عنوان مثال برای از بین بردن کرم‌ها از درخت صفراوی، می‌توانند با داروی ضد انگلی آلبندازول پیش درمانی شوند.